# Xu Yunlong
Xu Yunlong (en chino tradicional, 徐雲龍; en chino simplificado, 徐云龙; pinyin, Xú Yúnlóng; Pekín, China; 17 de febrero de 1979) es un exfutbolista chino que jugaba en la posición de defensa. Actualmente es el director comercial del Beijing Guoan.

## Carrera

### Club
Jugó toda su carrera con el Beijing Guoan de 1999 a 2016 con el que anotó 39 goles en 495 partidos, ganó un título nacional, dos de copa y fue elegido al equipo del año de la Superliga China en siete ocasiones.

### Selección nacional
Debutó con China el 25 de mayo de 2000 en una derrota por 0-2 ante Yugoslavia en un partido amistoso, participó en la Copa Mundial de Fútbol de 2002 y en dos ediciones de la Copa Asiática.
Se retiró de la selección nacional en 2008 luego de haber anotado siete goles en 72 partidos internacionales.

## Logros

### Club
- Chinese Super League: 2009
- Chinese FA Cup: 2003
- Chinese FA Super Cup: 2003[5]

### Selección nacional
- East Asian Football Championship: 2005

### Individual
- Equipo del Año de la Superliga de China: 2003, 2006, 2007, 2009, 2013, 2014, 2015
- Número 13 retirado en el Beijing Guoan

## Estadísticas
| Participación con Club | Participación con Club | Participación con Club | Liga        | Liga  | Copa        | Copa   | Copa de la Liga | Copa de la Liga | Continental | Continental | Otros       | Otros  | Total       | Total |
| Temporada              | Club                   | Liga                   | Apariciones | Goles | Apariciones | Goles  | Apariciones     | Goles           | Apariciones | Goles       | Apariciones | Goles  | Apariciones | Goles |
| RP China               | RP China               | RP China               | Liga        | Liga  | FA Cup      | FA Cup | CSL Cup         | CSL Cup         | Asia        | Asia        | Otros1      | Otros1 | Total       | Total |
| ---------------------- | ---------------------- | ---------------------- | ----------- | ----- | ----------- | ------ | --------------- | --------------- | ----------- | ----------- | ----------- | ------ | ----------- | ----- |
| 1999                   | Beijing Guoan          | Liga Jia-A             | 13          | 0     |             | 1      | -               | -               | -           | -           | -           | -      | 13          | 0     |
| 2000                   | Beijing Guoan          | Liga Jia-A             | 21          | 2     | 8           | 2      | -               | -               | -           | -           | -           | -      | 29          | 4     |
| 2001                   | Beijing Guoan          | Liga Jia-A             | 17          | 2     | 2           | 1      | -               | -               | -           | -           | -           | -      | 19          | 3     |
| 2002                   | Beijing Guoan          | Liga Jia-A             | 28          | 8     | 0           | 0      | -               | -               | -           | -           | -           | -      | 28          | 8     |
| 2003                   | Beijing Guoan          | Liga Jia-A             | 21          | 3     | 6           | 3      | -               | -               | -           | -           | -           | -      | 27          | 6     |
| 2004                   | Beijing Guoan          | Chinese Super League   | 22          | 2     | 2           | 0      | 0               | 0               | -           | -           | 1           | 1      | 25          | 3     |
| 2005                   | Beijing Guoan          | Chinese Super League   | 26          | 5     | 4           | 2      | 4               | 1               | -           | -           | -           | -      | 34          | 8     |
| 2006                   | Beijing Guoan          | Chinese Super League   | 27          | 1     | 1           | 0      | -               | -               | -           | -           | -           | -      | 28          | 1     |
| 2007                   | Beijing Guoan          | Chinese Super League   | 26          | 1     | -           | -      | -               | -               | -           | -           | -           | -      | 26          | 1     |
| 2008                   | Beijing Guoan          | Chinese Super League   | 27          | 0     | -           | -      | -               | -               | 4           | 0           | -           | -      | 31          | 0     |
| 2009                   | Beijing Guoan          | Chinese Super League   | 24          | 1     | -           | -      | -               | -               | 5           | 0           | -           | -      | 29          | 1     |
| 2010                   | Beijing Guoan          | Chinese Super League   | 25          | 1     | -           | -      | -               | -               | 7           | 0           | -           | -      | 32          | 1     |
| 2011                   | Beijing Guoan          | Chinese Super League   | 24          | 0     | 2           | 0      | -               | -               | -           | -           | -           | -      | 26          | 0     |
| 2012                   | Beijing Guoan          | Chinese Super League   | 29          | 1     | 2           | 0      | -               | -               | 4           | 0           | -           | -      | 35          | 1     |
| 2013                   | Beijing Guoan          | Chinese Super League   | 27          | 0     | 3           | 1      | -               | -               | 7           | 0           | -           | -      | 37          | 1     |
| 2014                   | Beijing Guoan          | Chinese Super League   | 26          | 1     | 3           | 0      | -               | -               | 6           | 0           | -           | -      | 35          | 1     |
| 2015                   | Beijing Guoan          | Chinese Super League   | 24          | 0     | 0           | 0      | -               | -               | 7           | 0           | -           | -      | 31          | 0     |
| 2016                   | Beijing Guoan          | Chinese Super League   | 8           | 0     | 2           | 0      | -               | -               | -           | -           | -           | -      | 10          | 0     |
| Total de Carrera       | Total de Carrera       | Total de Carrera       | 415         | 28    | 35          | 9      | 4               | 1               | 40          | 0           | 1           | 1      | 495         | 39    |

1Otros torneos incluyen la Chinese FA Super Cup.